# Hwa
Hwa es un tipo de bota tradicional coreana que, junto con 이 (romanización revisada, yi), es una subdivisión de zapatos coreanos. El yi se refiere a todo tipo de zapatos que no llegan al tobillo. Los Hwa generalmente están hechos de cuero, y los artesanos que fabrican los zapatos se llaman hwajang (en hangul, 화장; romanización revisada, hwajang). Los Hwa fueron usados originalmente por los reinos del norte de Corea. Las culturas de equitación del norte parecen haber usado típicamente botas de cuero (hwa), mientras que los granjeros del sur usaban zapatos de cuero o paja (hye). Los oficiales militares y civiles usaban diferentes tipos de botas.